# Ministère de la Défense (Italie)
Pour les articles homonymes, voir Ministère de la Défense.
Le ministère de la Défense (en italien : Ministero della Difesa) est le département ministériel responsable de la défense nationale et des forces armées en Italie.
L'actuel ministre de la Défense est Guido Crosetto.

## Fonctions
Le ministère de la Défense est compétent en matière d'administration civile et militaire de la défense, de hiérarchie et de discipline dans le domaine militaire.

## Historique

### Histoire
Le 17 mars 1861, Camillo Cavour institue, dans son quatrième gouvernement, le « ministère de la Guerre » (Ministero della Guerra) et le « ministère pour la Marine » (Ministero per la Marina). La défense nationale du royaume d'Italie repose sur ces deux ministères jusqu'au 30 août 1925, date à laquelle Benito Mussolini fonde le « ministère pour l'Aviation » (Ministero per l'Aeronautica), faisant suite à la mise en place de l'armée de l'air royale (Regia Aeronautica) en 1923.
Alors qu'Alcide De Gasperi doit baptiser le ministère pour la Marine en « ministère pour la Marine militaire » (Ministero per la Marina Militare) le 14 juillet 1946, du fait de l'institution du ministère de la Marine marchande, il décide, par un décret législatif du 4 février 1947, de réunir les ministères de la Guerre, pour la Marine militaire et pour l'Aviation dans le nouveau « ministère de la Défense », immédiatement pourvu.

### Titulaires
Depuis sa création, le ministère est occupé par un grand nombre de titulaires, dont deux militaires, à chaque fois dans les gouvernements de technocrates que forment Lamberto Dini et Mario Monti. Le record de longévité à ce poste est détenu par Giulio Andreotti, ministre de la Défense de 1959 à 1966 dans sept gouvernements consécutifs différents. Roberta Pinotti est la première femme à diriger ce département ministériel.